# Calcio ai Giochi della XXXIII Olimpiade - Torneo maschile
Il torneo maschile di calcio ai Giochi della XXXIII Olimpiade si è svolto dal 24 luglio al 9 agosto 2024 ed è stato ospitato da sette stadi.

## Formula
Le sedici squadre partecipanti sono state suddivise in quattro gironi all'italiana (chiamati "gruppi" e indicati con le lettere A, B, C e D) composti da quattro squadre cadauno e nei quali ciascuna di esse ha affrontato una sola volta tutte le altre. Le prime due squadre classificate di ogni gruppo hanno avuto accesso alla fase a eliminazione diretta.

## Squadre partecipanti
| Torneo di qualificazione                         | Date                          | Luogo           | Posti | Qualificate     |
| ------------------------------------------------ | ----------------------------- | --------------- | ----- | --------------- |
| Paese ospitante                                  | -                             | -               | 1     | Francia         |
| Campionato nordamericano di calcio Under-20 2022 | 18 giugno - 3 luglio 2022     | Honduras        | 2     | Stati Uniti     |
| Campionato nordamericano di calcio Under-20 2022 | 18 giugno - 3 luglio 2022     | Honduras        | 2     | Rep. Dominicana |
| Campionato europeo di calcio Under-21 2023       | 21 giugno - 8 luglio 2023     | Georgia Romania | 3     | Israele         |
| Campionato europeo di calcio Under-21 2023       | 21 giugno - 8 luglio 2023     | Georgia Romania | 3     | Spagna          |
| Campionato europeo di calcio Under-21 2023       | 21 giugno - 8 luglio 2023     | Georgia Romania | 3     | Ucraina         |
| Coppa delle Nazioni Africane Under-23 2023       | 24 giugno - 8 luglio 2023     | Marocco         | 3     | Marocco         |
| Coppa delle Nazioni Africane Under-23 2023       | 24 giugno - 8 luglio 2023     | Marocco         | 3     | Egitto          |
| Coppa delle Nazioni Africane Under-23 2023       | 24 giugno - 8 luglio 2023     | Marocco         | 3     | Mali            |
| Torneo preolimpico OFC 2023                      | 27 agosto - 9 settembre 2023  | Nuova Zelanda   | 1     | Nuova Zelanda   |
| Torneo preolimpico CONMEBOL 2024                 | 20 gennaio - 11 febbraio 2024 | Venezuela       | 2     | Paraguay        |
| Torneo preolimpico CONMEBOL 2024                 | 20 gennaio - 11 febbraio 2024 | Venezuela       | 2     | Argentina       |
| Coppa d'Asia AFC Under-23 2024                   | 15 aprile - 3 maggio 2024     | Qatar           | 3     | Giappone        |
| Coppa d'Asia AFC Under-23 2024                   | 15 aprile - 3 maggio 2024     | Qatar           | 3     | Uzbekistan      |
| Coppa d'Asia AFC Under-23 2024                   | 15 aprile - 3 maggio 2024     | Qatar           | 3     | Iraq            |
| Play-off AFC e CAF                               | 9 maggio 2024                 | Francia         | 1     | Guinea          |
| Totale                                           |                               |                 | 16    |                 |

## Convocazioni
Il torneo maschile di calcio era riservato alle nazionali under 23, più precisamente ai nati dal 1º gennaio 2001 in avanti. La rosa di ciascuna squadra teneva l'obbligo di essere composta da 18 componenti, dei quali almeno due dovevano rivestire il ruolo di portiere. Ciascuna squadra poi poteva avere un massimo di quattro calciatori come riserva, nel caso di sostituzione per infortunio o causa di forza maggiore. All'interno di questi 22 calciatori complessivi era consentito inserire un massimo di tre elementi "fuori quota", ossia che non rispettavano il limite di età..

## Sorteggio dei gruppi
Il sorteggio per la composizione dei gruppi si è tenuto il 20 marzo 2024 alle 20:00 UTC+1 presso l'edificio Pulse a Saint-Denis. Le sedici squadre sono state suddivise in quattro fasce in base alla classifica mondiale della FIFA e con la nazionale francese che è stata inserita d'ufficio nella prima di esse. Il sorteggio è stato fatto in modo che, all'esito finale, in nessun gruppo fosse presente più di una squadra per ciascuna confederazione.
| Fascia 1                              | Fascia 2                              | Fascia 3                     | Fascia 4                               |
| ------------------------------------- | ------------------------------------- | ---------------------------- | -------------------------------------- |
| Francia Giappone Uzbekistan Argentina | Spagna Nuova Zelanda Paraguay Marocco | Stati Uniti Egitto Iraq Mali | Rep. Dominicana Israele Ucraina Guinea |

## Regolamento
In caso di parità di punti tra due o più squadre di uno stesso gruppo, le posizioni in classifica erano determinate prendendo in considerazione, nell'ordine, i seguenti criteri:
1. migliore differenza reti;
2. maggiore numero di reti segnate;
3. maggiore numero di punti negli scontri diretti tra le squadre interessate;
4. migliore differenza reti negli scontri diretti tra le squadre interessate;
5. maggiore numero di reti segnate negli scontri diretti tra le squadre interessate;
6. classifica del fair play:
  1. cartellino giallo: -1 punto;
  2. cartellino rosso da doppia ammonizione: -3 punti;
  3. cartellino rosso diretto: -4 punti;
  4. cartellino giallo e cartellino rosso diretto: -5 punti;
7. sorteggio.

## Risultati

### Fase a gironi

#### Gruppo A

##### Classifica
| Pos. | Squadra       | Pt | G | V | N | P | GF | GS | DR |
| ---- | ------------- | -- | - | - | - | - | -- | -- | -- |
| 1.   | Francia       | 9  | 3 | 3 | 0 | 0 | 7  | 0  | +7 |
| 2.   | Stati Uniti   | 6  | 3 | 2 | 0 | 1 | 7  | 4  | +3 |
| 3.   | Nuova Zelanda | 3  | 3 | 1 | 0 | 2 | 3  | 8  | -5 |
| 4.   | Guinea        | 0  | 3 | 0 | 0 | 3 | 1  | 6  | -5 |

##### Incontri
| Arbitro: | Adel al-Naqbi |

|             |           |                       |
| Diawara 72’ | Marcatori | 25’ Garbett 76’ Waine |

| Arbitro: | Yael Falcón |

|                                  |           |  |
| Lacazette 61’ Olise 69’ Badé 85’ | Marcatori |  |

| Arbitro: | Glenn Nyberg |

|             |           |                                                           |
| Randall 78’ | Marcatori | 8’ (rig.) Mihailović 12’ Zimmerman 30’ Busio 58’ Aaronson |

| Arbitro: | Ilgiz Tantashev |

|               |           |  |
| Sildillia 75’ | Marcatori |  |

| Arbitro: | Katia Garcia |

|  |           |                                    |
|  | Marcatori | 19’ Mateta 71’ Doué 74’ Kalimuendo |

| Arbitro: | Tess Olofsson |

|                                 |           |  |
| Mihailović 14’ Paredes 31’, 75’ | Marcatori |  |

#### Gruppo B

##### Classifica
| Pos. | Squadra   | Pt | G | V | N | P | GF | GS | DR |
| ---- | --------- | -- | - | - | - | - | -- | -- | -- |
| 1.   | Marocco   | 6  | 3 | 2 | 0 | 1 | 6  | 3  | +3 |
| 2.   | Argentina | 6  | 3 | 2 | 0 | 1 | 6  | 3  | +3 |
| 3.   | Ucraina   | 3  | 3 | 1 | 0 | 2 | 3  | 5  | -2 |
| 4.   | Iraq      | 3  | 3 | 1 | 0 | 2 | 3  | 7  | -4 |

##### Incontri
| Arbitro: | Glenn Nyberg |

|             |           |                          |
| Simeone 68’ | Marcatori | 45+2’, 51’ (rig.) Rahimi |

| Arbitro: | Mahmood Ismail |

|                              |           |                 |
| Hussein 57’ (rig.) Jasim 75’ | Marcatori | 53’ Rubčyns'kyj |

| Arbitro: | Espen Eskås |

|                                     |           |               |
| Almada 14’ Gondou 62’ Fernandez 85’ | Marcatori | 45+5’ Hussein |

| Arbitro: | Said Martínez |

|                             |           |                   |
| Kryskiv 22’ Krasnopir 90+8’ | Marcatori | 64’ (rig.) Rahimi |

| Arbitro: | Ramon Abatti |

|                                          |           |  |
| Richardson 19’ Rahimi 28’ Ezzalzouli 36’ | Marcatori |  |

| Arbitro: | Dahane Beida |

|  |           |                            |
|  | Marcatori | 47’ Almada 90+1’ Echeverri |

#### Gruppo C

##### Classifica
| Pos. | Squadra         | Pt | G | V | N | P | GF | GS | DR |
| ---- | --------------- | -- | - | - | - | - | -- | -- | -- |
| 1.   | Egitto          | 7  | 3 | 2 | 1 | 0 | 3  | 1  | +2 |
| 2.   | Spagna          | 6  | 3 | 2 | 0 | 1 | 6  | 4  | +2 |
| 3.   | Rep. Dominicana | 2  | 3 | 0 | 2 | 1 | 2  | 4  | -2 |
| 4.   | Uzbekistan      | 1  | 3 | 0 | 1 | 2 | 2  | 4  | -2 |

##### Incontri
| Arbitro: | Dahane Beida |

|                  |           |                             |
| Shomurodov 45+3’ | Marcatori | 28’ Pubill 62’ Sergio Gómez |

| Nantes 24 luglio 2024, ore 17:00 UTC+2 | Egitto            | 0 – 0 referto | Rep. Dominicana | Stadio della Beaujoire (13 945 spett.)\| Arbitro: \| Yoshimi Yamashita \| |
| Arbitro:                               | Yoshimi Yamashita |               |                 |                                                                           |

| Arbitro: | Adel Al-Naqbi |

|                   |           |                                   |
| Montes de Oca 38’ | Marcatori | 24’ López 55’ Baena 70’ Gutierrez |

| Arbitro: | Campbell-Kirk Kawana-Waugh |

|  |           |          |
|  | Marcatori | 11’ Koka |

| Arbitro: | Drew Fischer |

|               |           |               |
| Omorodion 90’ | Marcatori | 40’, 62’ Adel |

| Arbitro: | Mahmoud Ismail |

|                  |           |            |
| Núñez 51’ (rig.) | Marcatori | 58’ Odilov |

#### Gruppo D

##### Classifica
| Pos. | Squadra  | Pt | G | V | N | P | GF | GS | DR |
| ---- | -------- | -- | - | - | - | - | -- | -- | -- |
| 1.   | Giappone | 9  | 3 | 3 | 0 | 0 | 7  | 0  | +7 |
| 2.   | Paraguay | 6  | 3 | 2 | 0 | 1 | 5  | 7  | -2 |
| 3.   | Mali     | 1  | 3 | 0 | 1 | 2 | 1  | 3  | -2 |
| 4.   | Israele  | 1  | 3 | 0 | 1 | 2 | 3  | 6  | -3 |

##### Incontri
| Arbitro: | François Letexier |

|                                           |           |  |
| Mito 18’, 63’ Yamamoto 69’ Fujio 81’, 87’ | Marcatori |  |

| Arbitro: | Campbell-Kirk Waugh |

|             |           |                   |
| Doumbia 63’ | Marcatori | 56’ (aut.) Diallo |

| Arbitro: | Drew Fischer |

|                          |           |                                                |
| Gandelman 53’ Gloukh 80’ | Marcatori | 25’, 90+6’ Fernández 69’ Enciso 90+3’ Balbuena |

| Arbitro: | Edina Alves Batista |

|              |           |  |
| Yamamoto 82’ | Marcatori |  |

| Arbitro: | Ilgiz Tantashev |

|              |           |  |
| Fernández 5’ | Marcatori |  |

| Arbitro: | Said Martínez |

|  |           |              |
|  | Marcatori | 90+1’ Hosoya |

### Fase a eliminazione diretta

#### Tabellone
|  | Quarti di finale | Quarti di finale | Quarti di finale |              |         | Semifinali | Semifinali | Semifinali |        |                           | Finale                    | Finale                    | Finale |  |
|  |                  |                  |                  |              |         |            |            |            |        |                           |                           |                           |        |  |
|  | 1A               | Francia          | 1                |              |         |            |            |            |        |                           |                           |                           |        |  |
|  | 1A               | Francia          | 1                |              |         |            |            |            |        |                           |                           |                           |        |  |
|  | 2B               | Argentina        | 0                |              |         |            |            |            |        |                           |                           |                           |        |  |
|  | 2B               | Argentina        | 0                |              | Francia | Francia    | 3          |            |        |                           |                           |                           |        |  |
|  |                  |                  |                  |              | Francia | Francia    | 3          |            |        |                           |                           |                           |        |  |
|  |                  |                  | Egitto           | Egitto       | 1       |            |            |            |        |                           |                           |                           |        |  |
|  | 1C               | Egitto (dtr)     | Egitto           | Egitto       | 1       | 1 (5)      |            |            |        |                           |                           |                           |        |  |
|  | 1C               | Egitto (dtr)     |                  |              |         |            |            |            |        |                           |                           |                           |        |  |
|  | 2D               | Paraguay         | 1 (4)            |              |         |            |            |            |        |                           |                           |                           |        |  |
|  | 2D               | Paraguay         | 1 (4)            |              | Francia | Francia    | 3          |            |        |                           |                           |                           |        |  |
|  |                  |                  |                  |              |         |            |            |            |        |                           |                           |                           |        |  |
|  |                  |                  | Spagna (dts)     | Spagna (dts) | 5       |            |            |            |        |                           |                           |                           |        |  |
|  | 1B               | Marocco          | Spagna (dts)     | Spagna (dts) | 5       | 4          |            |            |        |                           |                           |                           |        |  |
|  | 1B               | Marocco          |                  |              |         | 4          |            |            |        |                           |                           |                           |        |  |
|  | 2A               | Stati Uniti      | 0                |              |         |            |            |            |        |                           |                           |                           |        |  |
|  | 2A               | Stati Uniti      | 0                |              | Marocco | Marocco    | 1          |            |        | Finale per il terzo posto | Finale per il terzo posto | Finale per il terzo posto |        |  |
|  |                  |                  |                  |              | Marocco | Marocco    | 1          |            |        |                           |                           |                           |        |  |
|  |                  |                  | Spagna           | Spagna       | 2       |            |            |            |        |                           |                           |                           |        |  |
|  | 1D               | Giappone         | Spagna           | Spagna       | 2       | 0          |            |            | Egitto | Egitto                    | 0                         |                           |        |  |
|  | 1D               | Giappone         |                  |              |         |            |            |            | Egitto | Egitto                    | 0                         |                           |        |  |
|  | 2C               | Spagna           | 3                |              |         | Marocco    | Marocco    | 6          |        |                           |                           |                           |        |  |

#### Quarti di finale
| Arbitro: | Yael Falcon |

|                                                             |           |  |
| Rahimi 29’ (rig.) Akhomach 63’ Hakimi 70’ El Maouhoub 90+1’ | Marcatori |  |

| Arbitro: | Dahane Beida |

|  |           |                         |
|  | Marcatori | 11’, 73’ López 86’ Ruiz |

| Arbitro: | Glenn Nyberg |

|                                       |                      |                                        |
| Adel 88’                              | Marcatori            | 71’ D. Gómez                           |
| Koka Elneny El Debes Abdelmaguid Adel | Tiri di rigore 5 – 4 | D. Gómez Pérez Viera M. Gómez Balbuena |

| Arbitro: | Ilgiz Tantashev |

|           |           |  |
| Mateta 5’ | Marcatori |  |

#### Semifinali
| Arbitro: | Ilgiz Tantashev |

|                   |           |                              |
| Rahimi 37’ (rig.) | Marcatori | 65’ López 85’ Juanlu Sánchez |

| Arbitro: | Said Martínez |

|                            |           |           |
| Mateta 83’, 99’ Olise 108’ | Marcatori | 62’ Saber |

#### Finale per il terzo posto
| Arbitro: | Espen Eskås |

|  |           |                                                                      |
|  | Marcatori | 23’ Ezzalzouli 26’, 64’ Rahimi 51’ El Khannous 73’ Nakach 87’ Hakimi |

#### Finale
| Arbitro: | Ramon Abatti |

|                                              |           |                                               |
| Millot 11’ Akliouche 79’ Mateta 90+3’ (rig.) | Marcatori | 18’, 25’ López 28’ Baena 100’, 120+1’ Camello |

## Classifica finale
| Pos. | Squadra         |
| ---- | --------------- |
|      | Spagna          |
|      | Francia         |
|      | Marocco         |
| 4    | Egitto          |
| 5    | Giappone        |
| 6    | Stati Uniti     |
| 7    | Paraguay        |
| 8    | Argentina       |
| 9    | Ucraina         |
| 10   | Nuova Zelanda   |
| 11   | Rep. Dominicana |
| 12   | Mali            |
| 13   | Iraq            |
| 14   | Uzbekistan      |
| 15   | Israele         |
| 16   | Guinea          |